# Kinnarahalli, Holenarsipur
Kinnarahalli là một làng thuộc tehsil Holenarsipur, huyện Hassan, bang Karnataka, Ấn Độ.